# Lassagöl
Lassagöl är en sjö i Vetlanda kommun i Småland och ingår i Emåns huvudavrinningsområde. Sjön är 6,4 meter djup, har en yta på 0,028 kvadratkilometer och är belägen 220 meter över havet.